# Phạm Huy Chưởng
Phạm Huy Chưởng (sinh 1944) là đại biểu Quốc hội Việt Nam khóa X. Ông thuộc đoàn đại biểu Thừa Thiên Huế.
Năm sinh:  10/8/1944
Quê quán:  xã Lộc Yên, huyện Hương Khê, tỉnh Hà Tĩnh.
Ông gia nhập quân đội từ tháng 2/1965 ở đơn vị Đại đội 10, Tiểu đoàn 9, Trung đoàn 929.
Từ năm 1965 đến 1972 Ông đã tham gia chiến đấu và trưởng thành từ chiến sĩ lên đến vị trí  Tham mưu trưởng Tiểu đoàn 9, Trung đoàn 929.
Tháng 3/1972 - 11/1973 Ông lần lượt kinh qua các chức vụTiểu đoàn phó, Tiểu đoàn trưởng Tiểu đoàn 8, Trung đoàn 8; Tham mưu Phó Trung đoàn 8; Trung đoàn Phó Trung đoàn 8 (Kiêm Tham mưu trưởng)
Tháng 12/1973 - 4/1974 Ông được cử đi học bổ túc cán bộ trung đoàn tại Học viện Trung Cao.
Tháng 5/1974 - 11/1976 Ông được đề bạt làm Trung đoàn phó rồi Trung đoàn trưởng Trung đoàn 3, F 324.
Tháng 12/1976- 8/1978 Ông là Trưởng ban Tác chiến Sư đoàn 324, Quân khu 4.
Tháng 9/1978 - 6/1980 Ông được cử đi học tại Học viện quân sự Cấp cao.
Tháng 7/1981- 8/1981 Ông được đề bạt làm Sư đoàn phó Sư đoàn 348. Ủy viên Thường vụ Đảng ủy Sư đoàn 348.
Tháng 9/1981- 1/1992 Ông là Sư đoàn phó, Tham mưu trưởng Sư đoàn 968, Ủy viên Thường vụ; Sư đoàn trưởng  Sư đoàn 968. Phó Bí thư Đảng ủy, Đảng ủy viên Quân khu.
Tháng 2/1992 Ông được giao nhiệm vụ Chỉ huy trưởng Bộ Chỉ huy quân sự tỉnh Thừa Thiên Huế - Ủy viên Thường vụ Tỉnh ủy.
Năm 1997, ông được điều động làm Phó tư lệnh kiêm tham mưu trưởng quân khu 4
Năm 2000 chuyển sang làm Phó tư lệnh quân khu 4 cho đến khi nghỉ hưu năm 2005
Ông là đại biểu Quốc hội Khóa X, ứng cử trên địa bàn Thừa Thiên Huế
| Năm thụ phong | 1967                                         | 1969                                                | 1972                                      | 1976                                    | 1980                                                 | 1984                                      | 1988                                             | 2-1994                                          |
| ------------- | -------------------------------------------- | --------------------------------------------------- | ----------------------------------------- | --------------------------------------- | ---------------------------------------------------- | ----------------------------------------- | ------------------------------------------------ | ----------------------------------------------- |
| Quân hàm      | Tập tin:Vietnam People's Army Lieutenant.jpg | Tập tin:Vietnam People's Army Senior Lieutenant.jpg | Tập tin:Vietnam People's Army Captain.jpg | Tập tin:Vietnam People's Army Major.jpg | Tập tin:Vietnam People's Army Lieutenant Colonel.jpg | Tập tin:Vietnam People's Army Colonel.jpg | Tập tin:Vietnam People's Army Senior Colonel.jpg | Tập tin:Vietnam People's Army Major General.jpg |
| Cấp bậc       | Trung úy                                     | Thượng úy                                           | Đại úy                                    | Thiếu tá                                | Trung tá                                             | Thượng tá                                 | Đại tá                                           | Thiếu tướng                                     |